# Piece of Me
"Piece of Me" é uma canção da artista musical estadunidense Britney Spears, contida em seu quinto álbum de estúdio, Blackout (2007). Foi composta e produzida pelo duo sueco Bloodshy & Avant, com auxílio na escrita por Klas Åhlund, como uma resposta ao escrutínio da mídia e ao sensacionalismo da vida privada da cantora, testemunhado por eles ao longo dos anos. As sessões de gravação ocorreram nos estúdios Chalice Recording em Los Angeles, na Califórnia durante cerca de meia hora, sendo a última faixa a ser registrada por Spears para o disco. O tema foi enviado para rádios mainstream em 27 de novembro de 2007, servindo como o segundo single do material, sendo posteriormente disponibilizado em digital. Dois extended plays (EP) virtuais e um maxi single também foram editados.
Liricamente, a sua temática de auto-manifesto é descrita como uma biografia que narra as desventuras de Spears. Em termos musicais, "Piece of Me" é uma canção electro executada através de um ritmo dançante de andamento lento. Constitui vozes sintetizadas e vocais de apoio fornecidos por seus três compositores e pela cantora sueca Robyn. A obra foi aclamada pela mídia especializada, dos quais prezaram a sua produção e letras desafiadoras, enquanto consideraram o número como um dos destaques de Blackout. A revista Rolling Stone colocou-a na quinta colocação na sua lista das cem melhores canções de 2007. O single obteve êxito comercial liderando a tabela da Irlanda e listando-se entre os dez mais vendidos de países como Austrália, Áustria, Canadá, Dinamarca, Eslováquia, Finlândia, Nova Zelândia, Reino Unido e Suécia. Nos Estados Unidos, o tema converteu-se no quarto de Spears a atingir o cume da Hot Dance Club Songs.
O vídeo musical correspondente, dirigido por Wayne Isham, foi lançado em 14 de dezembro de 2007 através da página oficial da emissora estadunidense MTV. As cenas retratam o cotidiano que a cantora levava durante seus anos de problemas com a mídia e a apresenta disfarçando-se com suas amigas a fim de despistar os paparazzi. O conceito do diretor era mostrar Spears parodiando a sua própria vida de uma maneira confiante. Obteve análises mistas por parte dos críticos, dos quais alegaram que seu corpo foi alterado digitalmente. Entretanto, o trabalho recebeu três indicações para os MTV Video Music Awards de 2008 e ganhou todas, incluindo a principal de Video of the Year. A faixa fez parte do repertório das turnês The Circus Starring Britney Spears (2009), Femme Fatale Tour (2011) e da residência de shows de Spears em Vegas, Britney: Piece of Me (2013-2016).

## Antecedentes e divulgação

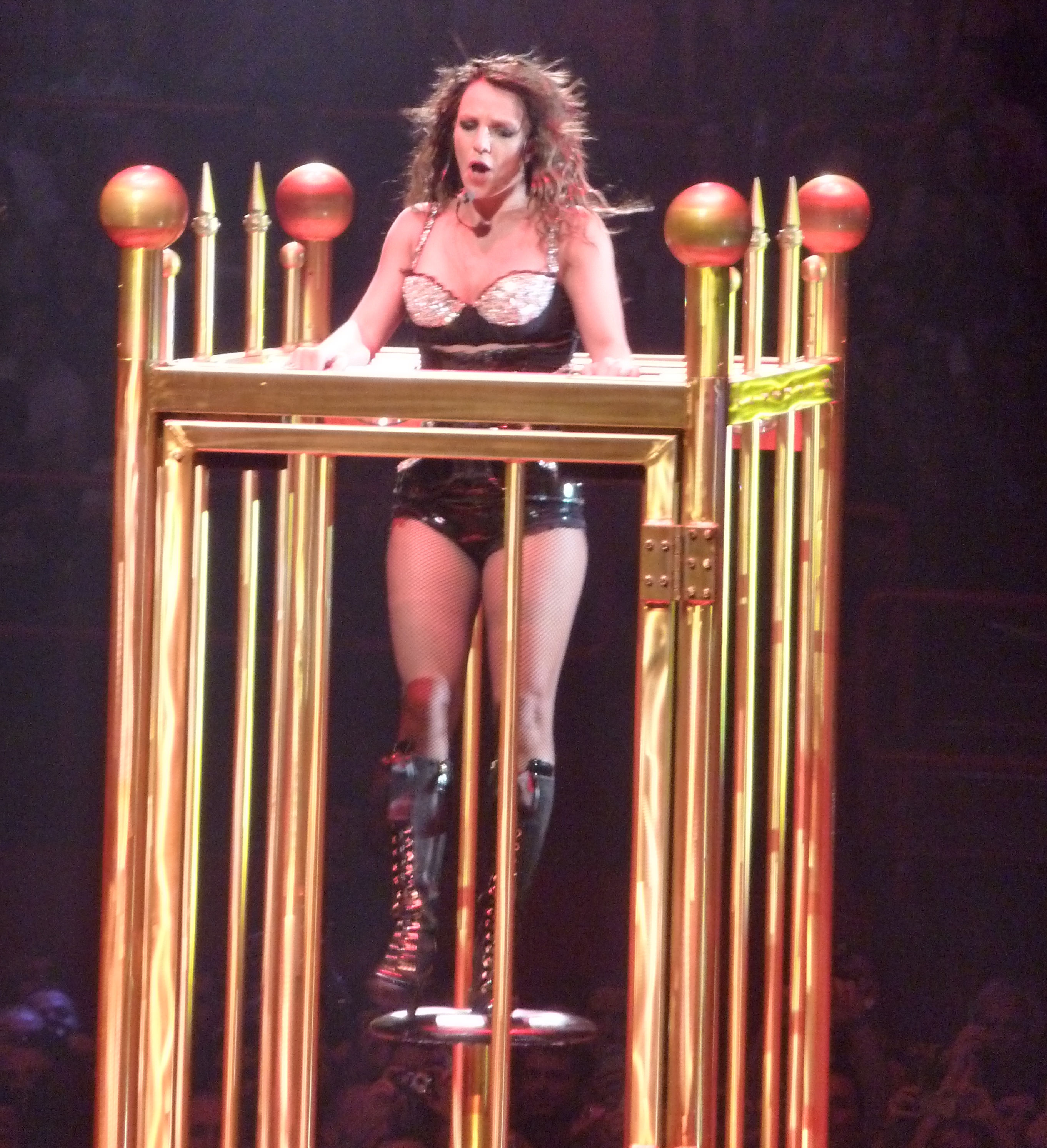
Spears apresentando "Piece of Me" na The Circus Starring Britney Spears (2009).

"Piece of Me" foi co-composta e produzida pelo duo sueco Christian Karlsson e Pontus Winnberg, profissionalmente conhecidos como Bloodshy & Avant, ao lado de Klas Åhlund. Depois de trabalharem com Spears ao longo dos anos, Karlsson e Winnberg muitas vezes testemunharam como a perseguição dos paparazzi vinha atrapalhando as atividades regulares da artista; incluindo uma ocorrida em Hamburgo, da qual Winnberg considera como uma "experiência realmente assustadora". Para Blackout, a cantora colaborou com a dupla nas faixas "Radar", "Freakshow" e "Toy Soldier". Quando tudo estava aparentemente concluído, Teresa LaBarbera Whites, A&R de Spears, convenceu Bloodshy & Avant a elaborarem uma nova música. Winnberg comentou que sempre houve uma regra tácita de não escrever canções sobre a vida pessoal da cantora desde que sua gravadora rejeitou "Sweet Dreams My LA Ex", por ser uma explícita resposta a "Cry Me a River" de Justin Timberlake. Entretanto, eles compuseram "Piece of Me" com Åhlund e enviaram-a para a intérprete, que afirmou ter "amado". O duo desenvolveu o número nos Bloodshy & Avant Studios, em Estocolmo, na Suécia, enquanto Spears gravou seus vocais nos estúdios Chalice Recording em Los Angeles, na Califórnia. Winnberg afirmou que ela estava extremamente empolgada quando chegou ao estúdio, onde registrou a música em cerca de meia hora, visto que já havia aprendido de cor as letras em seu carro. Niklas Flyckt ficou a cargo de mixar o tema nos  Mandarine Studios em Estocolmo. Em 31 de outubro de 2007, durante uma entrevista de rádio com Ryan Seacrest, a cantora comentou sobre a faixa, dizendo:
| “ | Onde quer que você vá, há sempre um monte de pessoas te fazendo perguntas, e às vezes você não sabe quais são as intenções delas. Então, é uma forma de respondê-las. É tipo, 'Você quer um pedaço de mim?', em uma maneira legal, fofa e inteligente. (...) É uma canção bonita. Eu gosto. | ” |

"Piece of Me" fez parte da seleção da turnê The Circus Starring Britney Spears (2009), como a segunda faixa do repertório. No final da performance de "Circus", Spears tirava sua jaqueta vermelha que representava uma mestra de picadeiro,  para revelar um espartilho preto incrustado com cristais Swarovski, meias arrastão e botas de salto alto com cadarços, desenhadas pelos gêmeos canadenses Dean and Dan Caten. Rodeada por jatos de fumaça, a artista entrava em uma gaiola dourada no meio do palco e iniciava o número de "Piece of Me". Durante a apresentação, Spears interpretava uma escrava que tentava fugir de seus dançarinos que a mantinham presa. O single também foi incluído no repertório da Femme Fatale Tour (2011). Seguido de "3", Britney subia em uma pequena plataforma e começava a executar a canção, enquanto flutuava sobre o palco. Os bailarinos abaixo dela estavam vestidos como policiais, e arrancavam suas camisas revelando um vestuário sadomasoquista. Shirley Halperin do The Hollywood Reporter nomeou a performance da faixa como uma das melhores do espetáculo juntamente com "3" e "Don't Let Me Be the Last to Know", comentando que "ironicamente, [estes] foram os números com menos luxos". A música também foi apresentada na residência de Spears em Las Vegas, que recebeu o mesmo nome.

## Composição
"Piece of Me" é uma canção electro, interpretada em um insistente estilo pop groove. De acordo com a partitura publicada pela Universal Music Publishing Group, a música está composta na tonalidade de dó sustenido menor e no tempo de assinatura comum infundida no metrônomo de cento e vinte batidas por minuto. A melodia é executada através de um ritmo dançante de andamento lento. O alcance vocal de Spears abrange mais de duas oitavas entre as notas de Ré3 à de Ré5. Sua voz foi sintetizada de forma significativa e seu tom constantemente alterado. A faixa consiste em distorções vocais, causando um efeito sonoro que dificulta distinguir qual é a voz de Spears. Os vocais de apoio também foram fornecidos pela cantora pop sueca Robyn. Christian Karlsson e Pontus Winnberg cantam a linha "Extra! Extra!" durante o refrão e o compositor Klas Åhlund entoa repetidamente "piece of me" em uma sonoridade robótica.  Dave De Sylvia, do Sputnikmusic, fez comparações com as canções do álbum homônimo (2005) de Robyn, especificamente ao single "Handle Me".
As letras de "Piece of Me" são compostas como uma reação ao escrutínio da vida privada de Spears na mídia, e fazem referências tanto à fama quanto à vida sob os holofotes. Durante o primeiro verso, a artista canta a linha de gancho: "Você quer um pedaço de mim?" que se repete ao longo da canção. Segundo Kelefa Sanneh, do The New York Times, o verso "pode ser uma acusação, um convite ou uma ameaça". A música está construída no padrão de verso-refrão, além de ser descrita como uma biografia que narra as desventuras de Spears, das quais são cantadas de uma maneira quase falada. Alex Fletcher, do Digital Spy comparou as letras com as de "Rehab" (2006) de Amy Winehouse. Bill Lamb, do About.com, comentou que a faixa faz "Scream" (1995) de Michael Jackson "soar como um gemido."

## Crítica profissional
| Críticas profissionais | Críticas profissionais |
| Avaliações da crítica  | Avaliações da crítica  |
| Fonte                  | Avaliação              |
| ---------------------- | ---------------------- |
| About.com              | [ 9 ]                  |
| Digital Spy            | [ 10 ]                 |

Alex Fletcher, da Digital Spy, atribuiu ao single quatro de cinco estrelas, observando ser "uma saudação de dois dedos para mídia perseguidora e um ensurdecedor grito electro de desafio. [A linha de abertura] defeca de uma grande altura, em qualquer coisa que Lily Allen já escreveu e revela que Spears é quem teria tido a dificuldade de rir durante um ano de palhaçadas malucas da mídia.". Peter Robinson, do jornal The Observer, e Margeaux Watson, da revista Entertainment Weekly, analisaram "Piece of Me" como uma das faixas de destaque do álbum. Dennis Lim, da publicação Blender, considerou-a como um dos melhores números de Blackout juntamente com "Gimme More". Bill Lamb, do About.com, comentou: "Spears pode realmente ter sérios, sérios problemas pessoais, mas isto é simplesmente uma mulher lutando contra o que ela entende como injustiças com uma raiva feroz borbulhando a serviço de uma faixa instrumental electro extraordinariamente sexy. Raramente uma estrela pop responde efetivamente os críticos. (...) A fenomenal série de singles desde '...Baby One More Time' até o mais recente 'Gimme More' continuam a defender o sério posto da Sra. Spears como uma das maiores artistas pop da última década. Mesmo sob perigo ela se entrega no estúdio, e isso é a marca de um profissional." Laura Herbert, da BBC News, afirmou que a música é, "sem dúvida, a melhor faixa de todo o disco. (...) É uma obra-prima." Kelefa Sanneh, do periódico The New York Times, relatou que "Bloodshy & Avant evocam o horror, a emoção e (finalmente) o tédio da super examinada vida de Spears. É brilhante."
Tom Ewing, do Pitchfork Media, observou que "o hiper tratamento vocal e a maneira que ele funciona na música, sugerem que o preço da fama é a crise de identidade. Entendemos ela [Spears] através de um filtro, e é assim que temos que ouvi-la também. O fragmento de apoio vocal múltiplo da canção torna-a excelente, faz com que seja mais universal." Dave De Sylvia, do Sputnikmusic, também analisou "Piece of Me" como um dos destaques do álbum. Melissa Maerz, da Rolling Stone, nomeou a faixa como melhor de Blackout, juntamente com "Freakshow", considerando a primeira como "uma sessão de surra nos tabloides". Jim Abbott, do jornal Orlando Sentinel, comentou: "Musicalmente, temas como 'Piece of Me,' 'Radar' e 'Break the Ice' são exercícios robóticos unidimensionais." Stephen Thomas Erlewine, da página Allmusic, escreveu que "Bloodshy & Avant tentam desesperadamente criar um hino desafiador para este acessório de tabloide [Spears], já que ela não precisava se incomodar em compôr um [hino] por conta própria." Chris Wasser, do periódico Irish Independent, relatou que a obra "afoga-se lentamente sob a produção pegajosa e um tema lírico que, por toda a sua estreita ligação com as provações e tribulações que Spears teve de lidar, nem sequer foram escritas pela cantora que poderia ter facilmente registrado sua pequena contribuição em Blackout em menos de uma semana." Mais tarde, a revista Rolling Stone incluiu "Piece of Me" na décima quinta colocação em sua lista das cem melhores canções do ano de 2007.

## Vídeo musical

### Desenvolvimento
O vídeo musical de "Piece of Me" foi filmado entre 27 e 28 de novembro de 2007, na boate e restaurante Social Hollywood, em Los Angeles, Califórnia. A direção ficou a cargo de Wayne Isham,  que já havia trabalhado com Spears em "I'm Not a Girl, Not Yet a Woman". O periódico britânico Daily Mail relatou que o projeto teve um orçamento de US$ 500,000, sua produção audiovisual mais cara desde "Toxic". Em algumas cenas da trama, a cantora é vista utilizando um  vestido de cetim roxo desenhado pela estadunidense  Marina Toybina. Britney teria supostamente chegado 12 horas atrasada ao estúdio, após passar o dia com seus filhos Sean Preston e Jayden James. Em entrevista a MTV News, Isham comentou sobre a situação, declarando: "Ela estava atrasada. As pessoas falam sobre isso como se fosse algo importante, [mas] como ela não poderia chegar tarde, quando se tem 50, 65, 75 pessoas correndo rua abaixo perseguindo o seu carro? Esse foi um longo dia para a equipe. Foi um dia de, literalmente, 20 horas para nós. Ela esteve presente durante as últimas seis horas de trabalho. Ela se atrasou, apareceu e arrebentou." Ele também explicou sobre o conceito do vídeo:
| “ | No [vídeo], eu realmente só queria colocar um espelho para refletir toda a experiência. Você pode observar que ela teve esse tipo de confiança. E, literalmente, cada tomada foi tornando-se cada vez mais confiante, de modo que ela pudesse se divertir com o que estava acontecendo. Não sendo extremamente sarcástica, mas... com a confiança de rir de tudo que estava acontecendo ao seu redor. (...) Durante a última parte da dança, ela estava com o cabelo amarrado, e eu perguntei: 'Você pode dançar mais uma vez só que com o cabelo solto?'. E, então, ela desamarrou o cabelo. Você verá que nós intercalamos as cenas dela com o cabelo amarrado e solto. Esta foi a última parte. Ela realmente sacudiu suas madeixas do fundo do coração. Ela coreografou a última dança bem no final. Ela fez isso por conta própria e disse: 'Vamos lá!'. | ” |

### Sinopse

No vídeo, Spears é vista estampando tabloides fictícios com notícias positivas a seu respeito.

O vídeo começa com quatro mulheres loiras trocando de roupa, maquiando-se e dançando na frente de quatro espelhos em um quarto. No lado de fora, vários paparazzi estão tirando fotos da situação pela janela. Spears aparece diante de um fundo com luzes multi-coloridas usando um colete de pele marrom curto, um sutiã preto de lantejoulas e uma calça jeans cintura baixa rasgada. Também são intercaladas da cantora com um casaco de pele branco derrubando capas de tabloides sensacionalistas e criando notícias positivas, como "It's Britney, Bitch" e "Exceptional Earner". Uma revista em particular é identificada como "Rats Weakly", provável referência a Star Magazine, que notoriamente divulgou notícias não confirmadas a respeito da artista em suas publicações. Durante o primeiro refrão, Britney se encontra com as quatro moças, todas usando perucas loiras curtas, óculos de sol escuros e casacos pretos. Então, elas saem do estabelecimento em direção a um SUV, enquanto são perseguidas pelos fotógrafos.
A seguir, elas entram em uma boate, onde Spears é vista utilizando um vestido de cetim roxo. Lá, a artista começa a flertar com um homem, cujo leva ao banheiro feminino e desabotoa sua camisa, revelando uma câmera escondida em seu peito. Em seguida, ela pega um batom vermelho e escreve "Sucker" na testa dele. Isto é seguido por uma sequência de dança até o término da música, em que a cantora e as outras quatro meninas executam uma coreografia no banheiro. No final, as garotas se encontram de volta no quarto supracitado e assistem a um noticiário de entretenimento que relata sobre a "Invasão Britney", que protagonizaram. A cena final mostra um close-up de Spears sorrindo.

### Lançamento e recepção
A sua estreia ocorreu exclusivamente através da página oficial da emissora estadunidense MTV em 14 de dezembro de 2007. Um redator do jornal The Daily Telegraph comentou que "Britney – presumivelmente com a ajuda de algumas remasterizações digitais sérias – voltou no tempo, procurando cada parte da jovem estrela que nos mostrou em 'Oops'". O editor do portal canadense Dose afirmou que "surpreendentemente, não é tão ruim assim. Bem, para a calcinha favorita de todos não faz mau protestar, omitir informações e tecer usando um pop-tard". Em 17 de agosto de 2008, foi anunciado que o vídeo recebeu três indicações para os MTV Video Music Awards de 2008 nas categorias de  Best Female Video, Best Pop Video e Video of the Year. A cerimônia ocorreu no dia 7 de setembro de 2008 em Hollywood, Los Angeles, e Britney acabou por vencer todas as três categorias. Em 18 de outubro seguinte, durante uma entrevista ao vivo com Z100 de Nova Iorque, ela explicou que ficou surpresa com a vitória, dizendo: "É um vídeo legal, mas acho que, de longe, eu já fiz vídeos muito melhores, então fiquei realmente chocada quando ganhei o prêmio [de Video of the Year]. No entanto, ele foi inspirador, porque com os vídeos que estou trabalhando agora, eu realmente posso fazer algo louco e ver o que acontece."

### Vídeo alternativo da MTV
Em 27 de novembro de 2007, a MTV lançou o concurso "Britney Spears Wants a Piece of You", no qual os fãs da artista poderiam dirigir um outro vídeo para a música, usando imagens de entrevistas e performances de Spears. Utilizando o recurso de edição MTV Video Remixer, os participantes poderiam misturar e criar um mash up das cenas. O vídeo vencedor estreou no TRL em 20 de dezembro seguinte, e a MTV, a Jive Records e a própria cantora escolheram o ganhador. O concorrente também recebeu um aparelho Haier Ibiza Rhapsody, juntamente com um ano de assinatura da loja de música online Rhapsody, bem como toda a discografia de Britney lançada nos Estados Unidos.

## Faixas e formatos
"Piece of Me" foi disponiblizada na Amazon contendo apenas a música como faixa com uma duração máxima de três minutos e trinta e um segundos. A faixa também foi comercializada na iTunes Store e inclui, adicionalmente, um remix feito pela dupla Bloodshy & Avant, sob o nome de Böz o lö; este alinhamento também consta no CD single. Mais tarde, foram editados dois extended plays (EP) digitais: o primeiro vem com três produções aperfeiçoadas do single e uma de "Gimme More" com a participação de Lil' Kim; enquanto o segundo apresenta cinco novas versões de "Piece of Me". O maxi single apresenta a mesma lista de faixas do primeiro EP.
| Download digital da Amazon |               |         |  |
| N.º                        | Título        | Duração |  |
| 1.                         | "Piece of Me" | 3:31    |  |

| Download digital da iTunes Store e CD single |                                |         |  |
| N.º                                          | Título                         | Duração |  |
| 1.                                           | "Piece of Me"                  | 3:31    |  |
| 2.                                           | "Piece of Me" (Böz o lö Remix) | 4:53    |  |

| Extended play (EP) digital e maxi single |                                                  |         |  |
| N.º                                      | Título                                           | Duração |  |
| 1.                                       | "Piece of Me"                                    | 3:31    |  |
| 2.                                       | "Piece of Me" (Böz o lö Remix)                   | 4:53    |  |
| 3.                                       | "Piece of Me" (Bimbo Jones Remix)                | 6:25    |  |
| 4.                                       | "Piece of Me" (Vito Benito Vocal)                | 6:47    |  |
| 5.                                       | "Gimme More" ("Kimme More" Remix) (com Lil' Kim) | 4:12    |  |

| Extended play (EP) digital de remixes |                                                              |         |  |
| N.º                                   | Título                                                       | Duração |  |
| 1.                                    | "Piece of Me"                                                | 3:31    |  |
| 2.                                    | "Piece of Me" (Böz o lö Remix)                               | 4:53    |  |
| 3.                                    | "Piece of Me" (Tiesto Radio Edit)                            | 3:23    |  |
| 4.                                    | "Piece of Me" (Junior Vasquez and Johnny Vicious Radio Edit) | 3:38    |  |
| 5.                                    | "Piece of Me" (Friscia and Lamboy Radio Edit)                | 3:27    |  |
| 6.                                    | "Piece of Me" (Sly and Robbie Reggae Remix)                  | 4:16    |  |

## Créditos
Lista-se abaixo os profissionais envolvidos na elaboração de "Piece of Me", de acordo com o encarte do álbum Blackout:
| - Britney Spears: vocal principal e vocais de apoio - Bloodshy & Avant: composição, produção, gravação, programação, teclados, baixo, guitarra - Klas Åhlund: composição, baixo | - Niklas Flyckt: mixagem - Henrik Jonback: guitarra - Robyn: vocais de apoio |

## Desempenho nas tabelas musicais
Em 17 de novembro de 2007, "Piece of Me" estreou na 65ª colocação da tabela estadunidense Billboard Hot 100. Na edição de 9 de fevereiro de 2008, a canção conseguiu atingir um pico de número dezoito. Também tornou-se no quarto single de Spears a liderar a Hot Dance Club Songs, igualmente da revista Billboard. Foi certificada como disco de platina dupla pela Recording Industry Association of America (RIAA) por exportar mais de um milhão de cópias. Em março de 2012, foram registradas mais de um milhão e 900 mil de unidades comercializadas em território estadunidense, segundo a Nielsen SoundScan. Esta é a sexta faixa da cantora mais bem vendida em termos digitais no país. No Canadá, a música debutou na trigésima sétima posição em 17 de novembro de 2007. Na semana de 26 de abril de 2008, alcançou o quinto posto como o melhor. Após somar vendas superiores a 40 mil cópias, a Music Canada acabou por classificar a obra como platina.
Na Austrália, "Piece of Me" debutou na sua melhor posição de número dois, em 4 de fevereiro de 2008. Desde então, a Australian Recording Industry Association (ARIA) classificou o single como disco de platina, por exportar mais de 70 mil unidades no país. Em 31 de dezembro de 2007, a faixa estreou no trigésimo quarto emprego na Nova Zelândia. Após seis semanas de ascensão na tabela, conseguiu estabelecer-se no quarta posto como o mais alto. Devido ao seu desempenho na nação, a Recording Industry Association of New Zealand (RIANZ) atribuiu-lhe o certificado de ouro com mais de 7 mil e 500 exemplares avaliados. No Reino Unido, a composição constatou no sexagésimo nono lugar da UK Singles Chart em 29 de dezembro de 2007. Após seu lançamento físico no país, o tema atingiu a vice-liderança da parada. De acordo com a Official Charts Company (OCC), "Piece of Me" comercializou cerca de 250 mil cópias em território britânico. A obra também conseguiu listar-se na 27ª ocupação da Irish Recorded Music Association, em sua primeira semana. Em 10 de janeiro de 2008, alcançou o cume do gráfico, onde permaneceu durante duas edições consecutivas. Em toda a Europa, a canção conseguiu qualificar-se dentro dos dez mais bem vendidos da Áustria, da Dinamarca, da Eslováquia, da Finlândia e da Suécia; enquanto enumerou-se entre os quarenta primeiros na Bélgica, na Itália, na República Checa e na Suíça. Como resultado, atingiu o pico na sexta posição da Eurochart Hot 100 Singles, que compilava as canções mais reproduzidas e compradas no continente.
| Tabela musical (2007-08)                                      | Melhor posição |
| ------------------------------------------------------------- | -------------- |
| Alemanha (Media Control Charts)                               | 7              |
| Austrália (ARIA Charts)                                       | 2              |
| Áustria (Ö3 Austria Top 40)                                   | 6              |
| Bélgica (Ultratop 50 de Flandres)                             | 36             |
| Bélgica (Ultratop 40 da Valônia)                              | 36             |
| Canadá (Canadian Hot 100)                                     | 5              |
| Dinamarca (Tracklisten)                                       | 4              |
| Eslováquia (IFPI Slovenská Republika)                         | 10             |
| Estados Unidos (Billboard Hot 100)                            | 18             |
| Estados Unidos (Hot Dance Club Songs)                         | 1              |
| Estados Unidos (Pop Songs)                                    | 28             |
| Finlândia (IFPI Finlândia)                                    | 8              |
| Irlanda (Irish Recorded Music Association)                    | 1              |
| Itália (Federazione Industria Musicale Italiana)              | 11             |
| Nova Zelândia (Recording Industry Association of New Zealand) | 4              |
| Países Baixos (MegaCharts)                                    | 41             |
| Reino Unido (UK Singles Chart)                                | 2‎              |
| Chéquia (IFPI Česká Republika)                                | 19             |
| Suécia (Sverigetopplistan)                                    | 9              |
| Suíça (Schweizer Hitparade)                                   | 19             |
| União Europeia (Eurochart Hot 100 Singles)                    | 6              |

| Tabela musical (2008)                                         | Posição |
| ------------------------------------------------------------- | ------- |
| Alemanha (Media Control Charts)                               | 59      |
| Austrália (ARIA Charts)                                       | 38      |
| Áustria (Ö3 Austria Top 40)                                   | 74      |
| Bélgica (Ultratop 40 da Valônia)                              | 100     |
| Canadá} (Canadian Hot 100)                                    | 30      |
| Estados Unidos (Billboard Hot 100)                            | 83      |
| Irlanda (Irish Recorded Music Association)                    | 17      |
| Itália (Federazione Industria Musicale Italiana)              | 42      |
| Nova Zelândia (Recording Industry Association of New Zealand) | 28      |
| Reino Unido (UK Singles Chart)                                | 47‎      |
| Suécia (Sverigetopplistan)                                    | 68      |
| Suíça (Schweizer Hitparade)                                   | 87      |
| União Europeia (Eurochart Hot 100 Singles)                    | 39      |

| País                       | Certificação |
| -------------------------- | ------------ |
| Austrália (ARIA)           | Platina      |
| Canadá (Music Canada)      | Platina      |
| Dinamarca (IFPI Dinamarca) | Platina      |
| Estados Unidos (RIAA)      | 2× Platina   |
| Itália (FIMI)              | Ouro         |
| Nova Zelândia (RIANZ)      | Ouro         |
| Reino Unido (BPI)          | Ouro         |
| Suécia (GLF)               | Ouro         |

## Histórico de lançamento
"Piece of Me" foi enviada para rádios mainstream em 27 de novembro de 2007, sendo disponibilizada digitalmente na Espanha em 1º de janeiro de 2008. Dois dias depois, foi lançada na iTunes Store do Brasil, Japão e Reino Unido em 3 de janeiro de 2008. Mais tarde, a mesma loja comercializou dois extended plays (EP) digitais nos continetes euopeus, oceanicos e americano. Seu lançamento em CD single ocorreu na Amazon britânica no mesmo mês. O tema também foi disponibilizado no formato de maxi single na Alemanha e Reino Unido.
| País           | Data                    | Formato                               | Gravadora |
| -------------- | ----------------------- | ------------------------------------- | --------- |
| Estados Unidos | 27 de novembro de 2007  | Rádios mainstream                     | Jive, RCA |
| Espanha        | 1º de janeiro de 2008   | Extended play (EP) digital            | Jive      |
| Brasil         | 3 de janeiro de 2008    | Download digital                      | Jive      |
| Japão          | 3 de janeiro de 2008    | Download digital                      | Jive      |
| Reino Unido    | 3 de janeiro de 2008    | Download digital                      | Jive      |
| Itália         | 4 de janeiro de 2008    | Extended play (EP) digital            | Jive      |
| Suécia         | 4 de janeiro de 2008    | Extended play (EP) digital            | Jive      |
| Suíça          | 4 de janeiro de 2008    | Extended play (EP) digital            | Jive      |
| Alemanha       | 7 de janeiro de 2008    | Download digital                      | Jive      |
| Reino Unido    | 7 de janeiro de 2008    | CD single                             | Jive      |
| Áustria        | 11 de janeiro de 2008   | Extended play (EP) digital            | Jive      |
| Austrália      | 26 de janeiro de 2008   | Extended play (EP) digital de remixes | Jive      |
| Bélgica        | 26 de janeiro de 2008   | Extended play (EP) digital de remixes | Jive      |
| Canadá         | 26 de janeiro de 2008   | Extended play (EP) digital de remixes | Jive      |
| Dinamarca      | 26 de janeiro de 2008   | Extended play (EP) digital de remixes | Jive      |
| Espanha        | 26 de janeiro de 2008   | Extended play (EP) digital de remixes | Jive      |
| Estados Unidos | 26 de janeiro de 2008   | Extended play (EP) digital de remixes | Jive      |
| Irlanda        | 26 de janeiro de 2008   | Extended play (EP) digital de remixes | Jive      |
| Nova Zelândia  | 26 de janeiro de 2008   | Extended play (EP) digital de remixes | Jive      |
| Noruega        | 26 de janeiro de 2008   | Extended play (EP) digital de remixes | Jive      |
| Países Baixos  | 26 de janeiro de 2008   | Extended play (EP) digital de remixes | Jive      |
| Portugal       | 26 de janeiro de 2008   | Extended play (EP) digital de remixes | Jive      |
| Alemanha       | 1º de fevereiro de 2008 | CD single                             | Jive      |
| Alemanha       | 1º de fevereiro de 2008 | Maxi single                           | Jive      |
| Reino Unido    | 4 de fevereiro de 2008  | Maxi single                           | Jive      |
| Japão          | 18 de março de 2008     | CD single                             | Jive      |